# Lira (torpediniera)
La Lira è stata una torpediniera della Regia Marina.

## Storia
Nel primo periodo di attività la nave ebbe base in Sicilia.
All'ingresso dell'Italia nel secondo conflitto mondiale la nave faceva parte della VIII Squadriglia Torpediniere di base a Rodi, che formava insieme alle gemelle Lupo, Libra e Lince. Fu inizialmente impiegata nel Mar Egeo e successivamente anche in Nordafrica. Complessivamente nel corso del conflitto effettuò 100 missioni di scorta convogli, più altre di trasporto truppe e pattugliamento antisommergibile, ed abbattendo durante tali missioni quattro velivoli avversari.
Nel corso del 1941 la torpediniera venne modificata con l'eliminazione delle poco efficaci mitragliere da 13,2 mm e la loro sostituzione con 8 armi da 20/65 mm. Vennero inoltre imbarcati altri due lanciabombe di profondità.
Nella notte tra il 21 ed il 22 maggio 1941 la Lira partecipò alle operazioni di soccorso dei naufraghi di un convoglio di caicchi diretto a Creta che, nonostante la difesa da parte della torpediniera Lupo, era stato parzialmente distrutto da una preponderante formazione britannica (incrociatori Dido, Ajax ed Orion, cacciatorpediniere Kimberley, Hasty, Hereward e Janus).
Il 28 maggio 1941, durante la battaglia di Creta, la Lira, insieme alle gemelle Lince e Libra ed all'anziano cacciatorpediniere Crispi, fu destinata alla scorta del convoglio (piroscafetti Giorgio Orsini, Giampaolo e Tarquinia, rimorchiatori Aguglia ed Impero, motonavi frigorifere Assab ed Addis Abeba, piroscafo fluviale Porto di Roma, motopescherecci Sant'Antonio, San Giorgio, Plutone e Navigatore, nave cisterna Nera, cisterne portuali CG 89 e CG 167) che, partito da Rodi il giorno precedente, avrebbe dovuto trasportare e sbarcare nella baia di Sitia (Creta) un corpo di spedizione italiano consistente in 2450 uomini, 13 carri armati, 350 muli, due auto ed altrettanti camion, equipaggiamenti ed artiglieria, provviste e munizioni per cinque giorni. Alle 15.45 dello stesso giorno, ormai in vista di Sitia, poco prima che iniziasse lo sbarco, le tre torpediniere vennero richiamate per altro compito (le operazioni di sbarco si svolsero comunque senza problemi).
Il 24 settembre 1942 la Lira e la gemella Libra, di scorta alla nave cisterna Proserpina, si unirono al largo di Creta ad un convoglio (piroscafi Menes ed Anna Maria Gualdi, cacciatorpediniere da Recco, torpediniere Lupo, Sirio e Castore) partito dal Pireo e diretto a Tobruch. Una delle due torpediniere faticò per diverso tempo prima di riuscire a posizionarsi correttamente all'interno della formazione. Nonostante un attacco aereo notturno (durante il quale il convoglio ebbe un momento di temporaneo sbando, in quanto i mercantili accostarono dopo aver equivocato un colpo di cannone sparato da una torpediniera contro un aereo per il segnale convenuto – ma di giorno – per segnalare un attacco di sommergibili) tutte le navi poterono giungere a destinazione indenni, il giorno seguente.
Nella notte tra il 25 ed il 26 ottobre dello stesso anno il convoglio – nave cisterna Proserpina (con a bordo 4553 t di carburante) e piroscafi Tergestea (con a bordo 1000 tonnellate di combustibile e 1000 di munizioni) e Dora (con un carico di 400 tonnellate di rifornimenti) – che la Lira stava scortando, insieme alla gemella Partenope, alla moderna torpediniera di scorta Ciclone ed all'anziana torpediniera Calatafimi, da Taranto a Tobruk, venne attaccato da bombardieri britannici senza riportare danni. Tra le 12.10 e le 12.30 del 26 ottobre il convoglio fu sottoposto ad un secondo bombardamento da parte di 18 Vickers Wellington del 98th Bombardment Group, dal quale uscì nuovamente indenne. Alle 15.25, mentre la Proserpina era ferma per un'avaria ed assistita dalla Calatafimi, il convoglio – protetto anche da una scorta aerea composta da due bombardieri Junkers Ju 88, due caccia Macchi M.C.202 e un caccia Messerschmitt Me 109 –, che aveva proseguito, venne attaccato da 8 aerosiluranti Bristol Beaufort del 47° Squadron e cinque bombardieri Bristol Blenheim del 15° Squadron della South African Air Force, scortati da 9 caccia Bristol Beaufighter degli Squadrons 252 e 272. La reazione della scorta abbatté due aerei e ne danneggiò altri due, dopo di che gli altri si ritirarono, essendo assente la Proserpina, il loro obiettivo. Dopo altri violenti attacchi aerei (durante i quali vennero distrutti tre aerei inglesi e danneggiati altri due, mentre anche uno Ju 88 riportò danni) la Proserpina alle 14.30 fu colpita ed affondò in fiamme a 30 miglia per 320° da Tobruk. La Lira e la Calatafimi salvarono 62 dei 77 uomini a bordo della petroliera. Nemmeno il resto del convoglio poté giungere indenne a destinazione: verso le sei di sera le navi vennero attaccate da tre Wellington del 38th Squadron ed il Tergestea fu centrato da un siluro ed affondò nel punto 32°02' N e 24°04' E dopo una colossale esplosione, trascinando con sé l'intero equipaggio di 80 uomini. Uno dei tre Wellington venne abbattuto, ma solo il Dora poté infine arrivare in porto.
Il 29 ottobre 1942 la Lira trainò a Tobruk la nave cisterna Rondine, tra le ultime a poter portare in Libia il proprio carico di carburante.
Alle 10.56 del 31 ottobre il convoglio – nave cisterna Cerere, piroscafi Galiola ed Ardena (quest'ultimo tedesco) – che la Lira stava scortando, insieme alle più anziane torpediniere Calatafimi e Solferino, una decina di miglia a sud di Capo Sounion (Grecia), venne attaccato con il lancio di tre siluri, in posizione 37°30' N e 24°03' E, dal sommergibile britannico Taku. Nessuna arma andò a segno e le unità della scorta reagirono gettando cinque bombe di profondità, troppo lontane per nuocere al sommergibile. Alle 12.37 il Taku lanciò altri due siluri, anch'essi andati a vuoto, e come contrattacco le navi italiane effettuarono cinque passaggi gettando ogni volta due bombe di profondità, ma senza poter a loro volta provocare danni (anche se alcune cariche esplosero piuttosto vicine al Taku).
Nella primavera del 1943, prima della caduta di Tunisia, la Lira partecipò alle operazioni di evacuazione delle truppe italo-tedesche da Biserta.
La proclamazione dell'armistizio sorprese la nave a La Spezia dov'era ferma ai lavori ed in tale porto, non essendo in grado di muovere, la Lira si autoaffondò il 9 settembre 1943 per evitare la cattura.
Rimessa a galla dai tedeschi il 15 maggio 1944, la torpediniera venne incorporata nella Kriegsmarine come TA 49, ma le riparazioni non ebbero mai termine.
Infatti il 4 novembre 1944, durante un bombardamento aereo statunitense, la TA 49 fu colpita ed affondata nel porto di La Spezia.
Il relitto della torpediniera venne recuperato il 17 dicembre 1948 ed avviato alla demolizione.

Comandanti
Tenente di vascello Agostino Caletti (nato a Milano il 15 novembre 1912)